# Pindi Gheb
Pindi Gheb (urdu: پنڈی گھیب) – miasto w Pakistanie, w prowincji Pendżab. W 2017 roku liczyło 45 103 mieszkańców.